# Ранкин (округ)
Округ Ранкин (англ. Rankin County) — округ штата Миссисипи, США. Население округа на 2000 год составляло 115327 человек. Административный центр округа — город Брандон.

## История
Округ Ранкин основан в 1828 году.

## География
Округ занимает площадь 2007.2 км2.

## Демография
Согласно переписи населения 2000 года, в округе Ранкин проживало 115327 человек (данные Бюро переписи населения США). Плотность населения составляла 57.5 человек на квадратный километр.